# Gouden eeuw van de Romeinse literatuur
De Gouden Eeuw van de Romeinse literatuur of Aurea Aetas is een verouderde term voor een periode die ongeveer samenvalt met de eerste eeuw voor Christus. In deze tijd werd de belangrijkste Romeinse literatuur opgeleverd en werd de basis gelegd voor het klassiek Latijn. Tegenwoordig gebruikt men de term 'Latijn van de eerste eeuw voor Christus'.
Hoewel in politiek opzicht niet stabiel, was de Romeinse Republiek in deze periode op het hoogtepunt van haar bloei gekomen. Kunstenaars konden rekenen op de gunst van mensen als Gaius Cilnius Maecenas.
Het ontstaan van het principaat onder Augustus is niet de oorzaak voor deze bloei geweest. Eerder moet dit als een van de oorzaken van het einde van de gouden eeuw gezien worden, onder andere wegens de verbanning van Ovidius.
Na de Gouden eeuw volgde nog een Zilveren eeuw van de Romeinse literatuur.

## Schrijvers
- Lucius Annaeus Seneca Rhetor - Oratorum et rhetorum sententiae, divisiones, colores (ofwel de Controversiae), Suasoriae
- Lucius Apuleius Madaurensis - Apologia, Metamorphoses
- Gaius Asinius Pollio - Bellum Alexandrinum
- Cornelius Nepos - De viris illustribus, Chronica
- Quintus Horatius Flaccus - Epodae, Sermones, Carmina (w.o. het Carmen saeculare), Epistulae
- Gaius Iulius Caesar  - Commentarii de bello Gallico, Commentarii de bello civili
- Titus Livius - Ab Urbe Condita
- Titus Lucretius Carus - De Rerum Natura
- Publius Ovidius Naso - Metamorphoses
- Gaius Sallustius Crispus - De Catilinae coniuratione, Bellum Iugurthinum, Historiae
- Marcus Tullius Cicero - Orationes
- Marcus Terentius Varro - De lingua latina, Rerum rusticarum
- Publius Terentius Varro Atacinus - Bellum Sequanicum, satires, gedichten
- Gaius Iulius Hyginus - wetenschappelijke werken
- Gaius Valerius Catullus - gedichten, later gebundeld in Carmina Catulli
- Publius Vergilius Maro - De Aeneis, Bucolica, Georgica
- Marcus Vitruvius Poll(i)o - De architectura